# Dendropsophus werneri
Dendropsophus werneri és una espècie de granota que viu al Brasil.